# 番長ポルノ/女唇満開
『番長ポルノ/女唇満開』（ばんちょうポルノ/にょしんまんかい、独: Schüler-Report - Junge, Junge, was die Mädchen alles von uns wollen!）は、1971年の西ドイツのソフトコア映画。当時流行していたレポート映画ジャンルに属し、女子学生レポートの様式に基づき構成されている。

## ストーリー
14歳から19歳の10代の青少年たちの異性を巡る7つのエピソードから構成される。
1. 山中での訓練中の軍人たちとハイキング中の女子学生が遭遇。禁欲中の軍人と興味津々の女子学生の間で様々な騒動が持ち上がる。
2. いつもボーイフレンドと性行為に及ぼうとすると弟にからかわれて邪魔される姉が、弟とガールフレンドに手酷い報復をする。
3. 息子の友人と不倫関係を楽しんでいた母親であったが、最後に友人の母親に現場を押さえられ、禁断の関係は終わりを迎える。
4. トップレスでの日光浴を好む豊満な姉を持つ痩せた弟。姉弟は友人と協力して姉の所為で性欲が異常に増してしまった、父親の夜の徘徊を阻止しようとする。
5. 実際には触れてもいない隣人の娘と寝たとの疑いをかけられる少年。検査により娘は処女であると証明されるが、親たちが安堵する裏で2人は結局結ばれていた。
6. 男の子が男子用トイレの自販機でコンドームを購入して上司に咎められた。彼はガールフレンドに使用する事で、ナイーブな男子のあるべき姿を示そうとしていた。
7. バレリーナの少女を恋人に持つ少年が同じ劇場の常連であり、舞台に立つ直前にセックスをしないと声の調子が悪いと主張する貪欲な歌姫に翻弄される。

## 評価
情報価値のない「もう一つのレポート」。脚本は生徒とクラスメートの母親との関係のような現実にありそうな厄介事を風刺するが、演出は主に下品な笑いを強調している。—Lexikon des internationalen Films